# لويس توريس
لويس توريس (بالإنجليزية: Luis Torres)‏ (3 فبراير 1993 بمدينة بليز في بليز - ) هو لاعب كرة قدم بليزي في مركز الوسط. شارك مع منتخب بليز لكرة القدم. أما مع النوادي، فقد لعب مع Georgetown Ibayani FC ‏ وPlacencia Assassins FC ‏ وPolice United FC (Belize) ‏ وTexmar United ‏.

## وصلات خارجية
- لويس توريس على موقع قاعدة بيانات كرة القدم.إي يو (الإنجليزية)
- لويس توريس على موقع ناشيونال فوتبول تيمز (الإنجليزية)
- لويس توريس على موقع Soccerway.com (الإنجليزية)